# EIF2B1
EIF2B1 (англ. Eukaryotic translation initiation factor 2B subunit alpha) – білок, який кодується однойменним геном, розташованим у людей на короткому плечі 12-ї хромосоми. Довжина поліпептидного ланцюга білка становить 305 амінокислот, а молекулярна маса — 33 712.
| 10         |  | 20         |  | 30         |  | 40         |  | 50         |
| ---------- |  | ---------- |  | ---------- |  | ---------- |  | ---------- |
| MDDKELIEYF |  | KSQMKEDPDM |  | ASAVAAIRTL |  | LEFLKRDKGE |  | TIQGLRANLT |
| SAIETLCGVD |  | SSVAVSSGGE |  | LFLRFISLAS |  | LEYSDYSKCK |  | KIMIERGELF |
| LRRISLSRNK |  | IADLCHTFIK |  | DGATILTHAY |  | SRVVLRVLEA |  | AVAAKKRFSV |
| YVTESQPDLS |  | GKKMAKALCH |  | LNVPVTVVLD |  | AAVGYIMEKA |  | DLVIVGAEGV |
| VENGGIINKI |  | GTNQMAVCAK |  | AQNKPFYVVA |  | ESFKFVRLFP |  | LNQQDVPDKF |
| KYKADTLKVA |  | QTGQDLKEEH |  | PWVDYTAPSL |  | ITLLFTDLGV |  | LTPSAVSDEL |
| IKLYL      |  |            |  |            |  |            |  |            |

A: Аланін

C: Цистеїн

D: Аспарагінова кислота

E: Глутамінова кислота

F: Фенілаланін

G: Гліцин

H: Гістидин

I: Ізолейцин

K: Лізин

L: Лейцин

M: Метіонін

N: Аспарагін

P: Пролін

Q: Глутамін

R: Аргінін

S: Серин

T: Треонін

V: Валін

W: Триптофан

Кодований геном білок за функцією належить до факторів ініціації. 
Задіяний у таких біологічних процесах, як біосинтез білків, ацетилювання, альтернативний сплайсинг. 